# لئون چارلز تونن
لئون شارل تِونَن (انگلیسی: Léon Charles Thévenin; ۳۰ مارس ۱۸۵۷ – ۲۱ سپتامبر ۱۹۲۶) مهندس اهل فرانسه بود.
وی همچنین برندهٔ جوایزی همچون لژیون دونور شده‌است.
وی در نتیجه مطالعاتش در زمینه قانون‌های مداری کیرشهف و قانون اهم قضیه معروفش که به نام خودش قضیه تونن نامیده‌شد را پیش نهاد.